# Joaquim Cardozo
Joaquim Cardozo   (Recife, 26 d'agost de 1897 - Olinda, 4 de novembre de 1978) va ser un enginyer estructural, poeta, contista, dramaturg, professor universitari, traductor, editor de revistes d'art i arquitectura, dibuixant, il·lustrador, caricaturista i crític d'art brasiler. Era políglot, dominava una quinzena idiomes.
Fou l'enginyer responsable pels projectes estructurals que van permetre la construcció dels més importants monuments de Brasília i del Conjunt arquitectònic de Pampulha — les obres més complexes de la carrera d'Oscar Niemeyer. Cardozo va revolucionar la concepció estructural del formigó armat amb els seus mètodes de càlcul, contribuint en la renovació de l'arquitectura mundial. Per a Niemeyer, Joaquim Cardozo era «el brasiler més culte que existia».

## Enginyeria

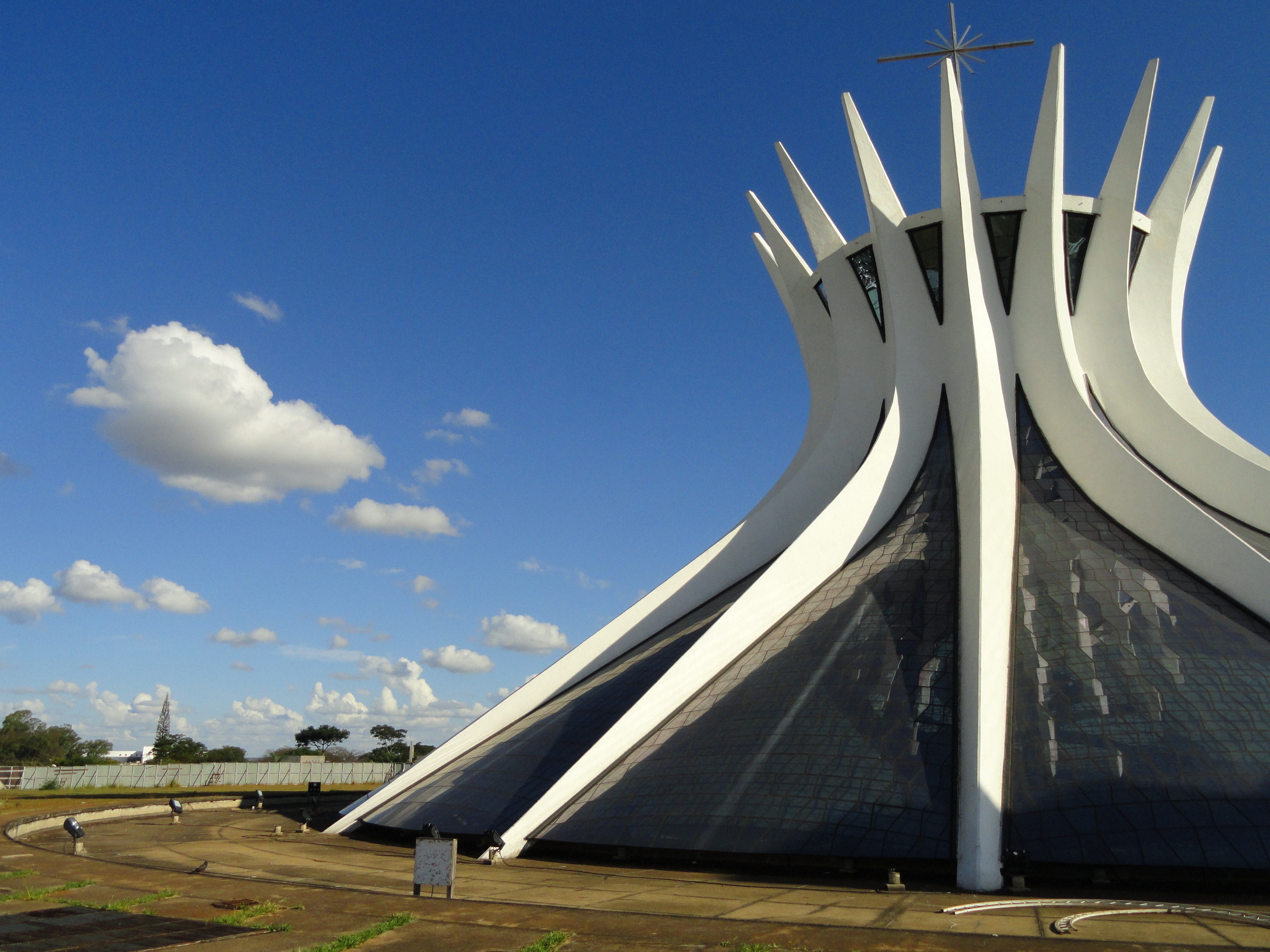
Les hipòtesis de càlcul de Joaquim Cardozo van permetre que les bases de la Catedral Metropolitana de Brasília (foto) i dels principals edificis de la capital federal amb prou feines toquessin terra.

Especialitzat en càlcul d'estructures, va destacar per la seva col·laboració amb l'arquitecte Oscar Niemeyer en la construcció de Brasília i del Complexe de Pampulha. Les seves hipòtesis de càlcul van permetre que obres desafiadores de la Capital Federal, com el Palau del Planalto, el Palau de l'Alvorada i la Catedral Metropolitana només toquessin el sòl amb unes bases molt petites. S'ha de tenir en compte, a més, que la resistència del formigó en aquella època era cinc cops menor que en l'actualitat.
Joaquim Cardozo va iniciar els seus estudis en l'Escola d'Enginyeria de Pernambuco l'any 1915. Va trigar quinze anys en graduar-se, a causa de la mort del pare i de les subsegüents dificultats econòmiques,quan va estar treballant com a topògraf. Durant el seu últim any de carrera, va obtenir una plaça de funcionari com a dibuixant dels projectes d'irrigació i perforació de pous tubulars de l'Estat de Pernambuco. on va treballar amb l'enginyer alemany Von Tilling. Després de la mort d'aquest, encara el mateix any, van encarregar-li el projecte d'irrigació d'una de les illes del riu São Francisco. Just després va executar els càlculs de les corbes parabóliques verticals de la primera terminal d'autobusos pavimentada amb ciment de la regió Nord-est, a Recife.
A partir de 1931, ja graduat, treballa en la Secretaria Estadual de Carreteres i Obres Públiques, en funcions d'enginyer de carreteres. El 1934, Joaquim Cardozo s'incorpora a l'equip de l'arquitecte Luiz Nunes, especialment contractat per a organitzar la Directoria d'Arquitectura i Construcció, primera institució governamental creada al Brasil amb aquesta finalitat. Va ser també professor de l'Escola d'Enginyeria i un dels fundadors de l'Escola de Belles Arts de Pernambuco. Pioner de l'arquitectura moderna, Cardozo va renovar la concepció estructural del formigó armat i els mètodes de càlcul, contribuint en l'evolució de l'enginyeria civil. Va impartir classes fins al 1939, any en què va sofrir les mesures repressivas de la dictadura Vargas, després d'haver criticat els procediments governamentais en el camp de l'arquitectura i l'enginyeria. Es va traslladar llavors a Rio de Janeiro, on es va associar amb Oscar Niemeyer.
Les obres de major calat edificades en base als càlculs estructurals de Cardozo són la Catedral Metropolitana de Brasília, el Palau del Congrés Nacional, el Palau del Planalto, el Palau del Suprem Tribunal Federal, el Palau de l'Alvorada, el Palau Itamaraty - tots a Brasília - i l'Església de Sant Francesc d'Assís a Pampulha, Belo Horizonte. A Recife, destaquen el Pavelló Luiz Nunes, actual seu de l'Institut d'Arquitectes del Brasil i la Caixa d'Aigua d'Olinda, obres datades de 1936 i que estan entre els primers exemples de l'arquitectura modernista al país.

### Teoria de l'arquitectura
La implicació de Cardozo amb l'arquitectura no es va limitar a les seves col·laboracins amb Oscar Niemeyer, Luiz Nunes i altres arquitectes. Cardozo (que va ser el responsable de la càtedra "Teoria i Filosofia de l'Arquitectura" en l'antiga Escola de Belles Arts de Pernambuco) va deixar escrits que, malgrat d'extremadament sumaris, conté idees significatives per a la construcció d'una Teoria de l'Arquitectura.

## Literatura
Les seves primeres poesies daten de 1924. No obstant, no va ser fins 1947 que va sortir publicat el seu primer llibre del gènere, titulat precisament Poemas, amb prefaci de Carlos Drummond de Andrade. Va conviure amb els poetes modernistes, com Manuel Banderia i João Cabral de Melo Neto. En la seva obra escrita, empra com a tema recurrent el seu Recife natal i el nord-est brasiler. Va ser també traductor i crític d'art.
Va ocupar la Cadira 39 de l'Acadèmia Pernambucana de Lletres. Triat el 18 de febrer de 1975, va prendre possessió el 6 de setembre de 1977, un any abans de la seva mort. De la seva obra, destaca el llibre inaugural Poemas i les obres teatrals O Coronel de Macambira i De uma noite de festa, a més de Poesias Completas. El seu últim llibre, Um livro Aceso e Nove Canções Sombrias, va ser editat pòstumament.
El seu pas per la premsa escrita va incloure una temporada al Diario de Pernambuco com a humorista gràfic. Va exercir de director de les publicacions Revista do Norte, Revista do Patrimônio Histórico, Para Todos i Módulo.

## Vida personal
Els seus pares foren José Antônio Cardozo i Elvira Morena Cardozo. Fou el novè de dotze germans. Poc se sap sobre la seva vida privada, sempre se'l va veure com un home discret, sense ego, que va refusar ser el centre d'atenció. Joaquim Cardozo no va tenir fills i sense haver-se casat, el que va dificultar la difusió de la seva obra.

## Galeria d'imatges

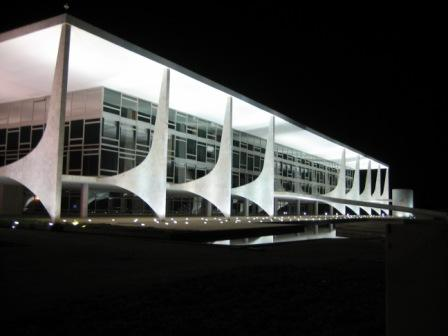
Palau del Planalto - Brasília
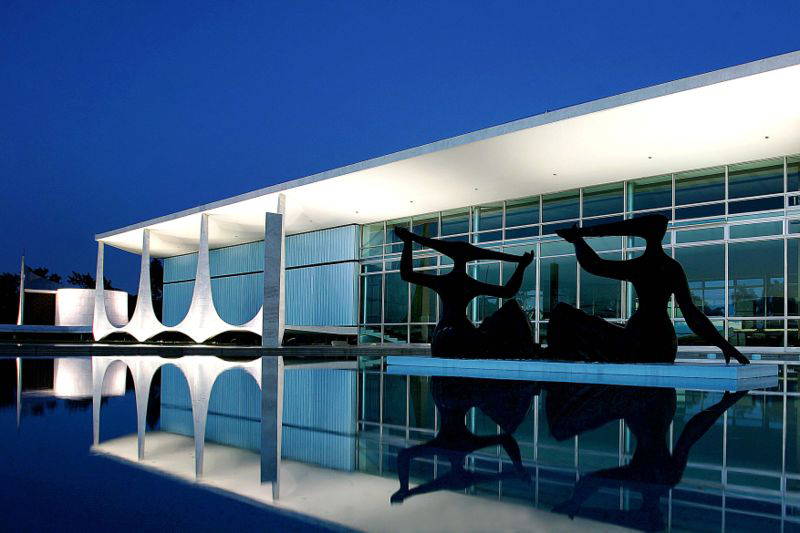
Palau de l'Alvorada - Brasília
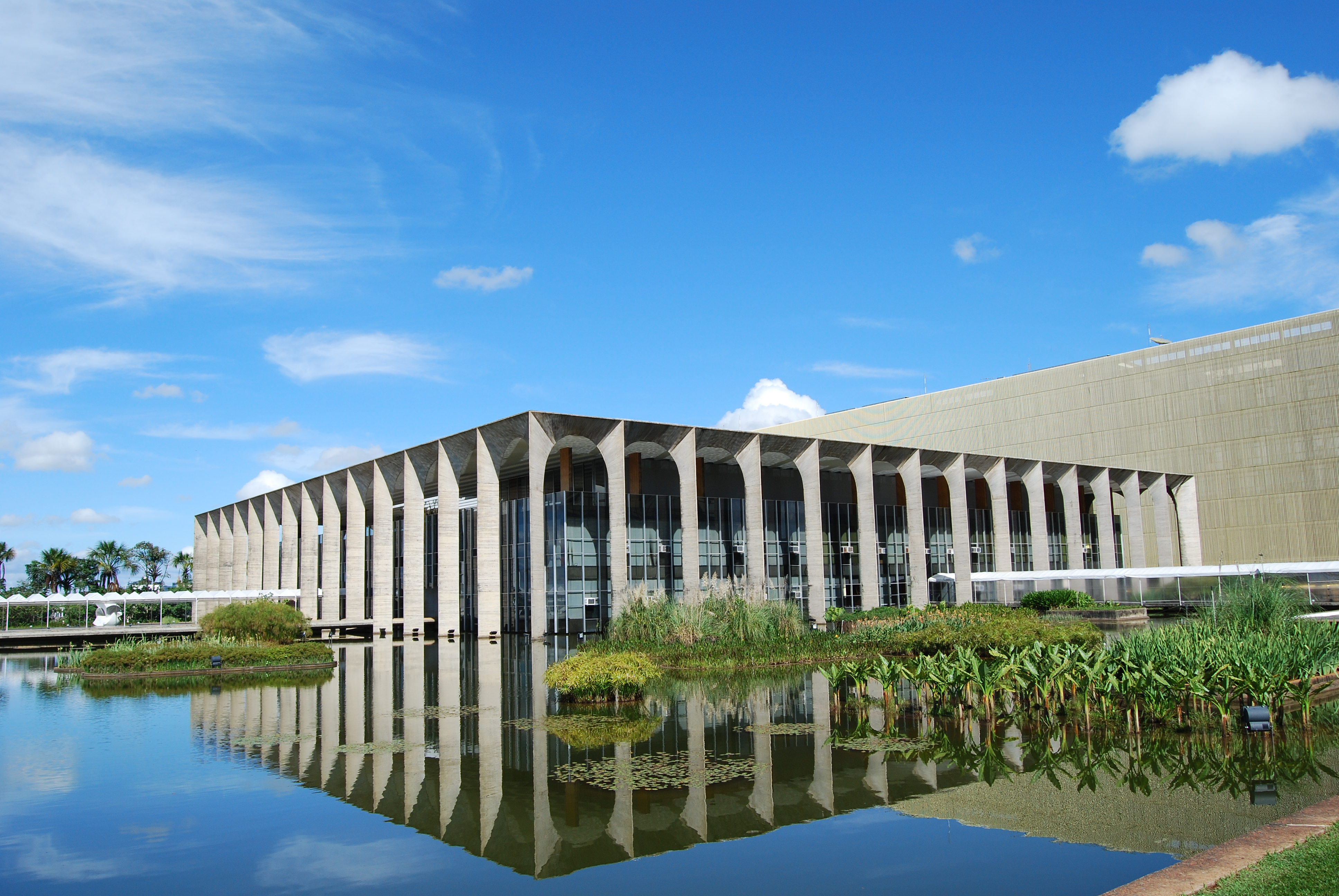
Palau Itamaraty - Brasília

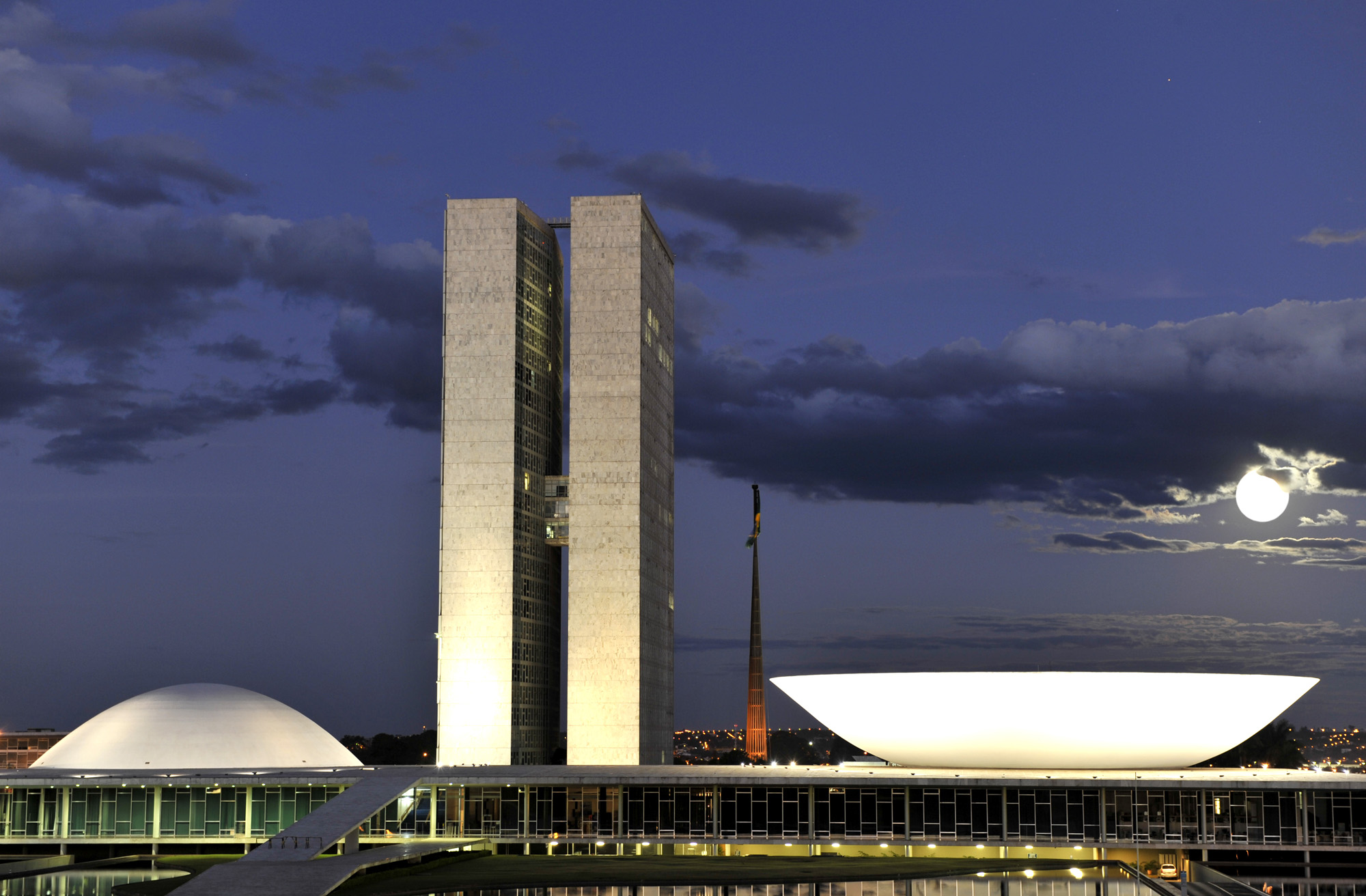
Palau Nereu Ramos (Congrés Nacional) - Brasília
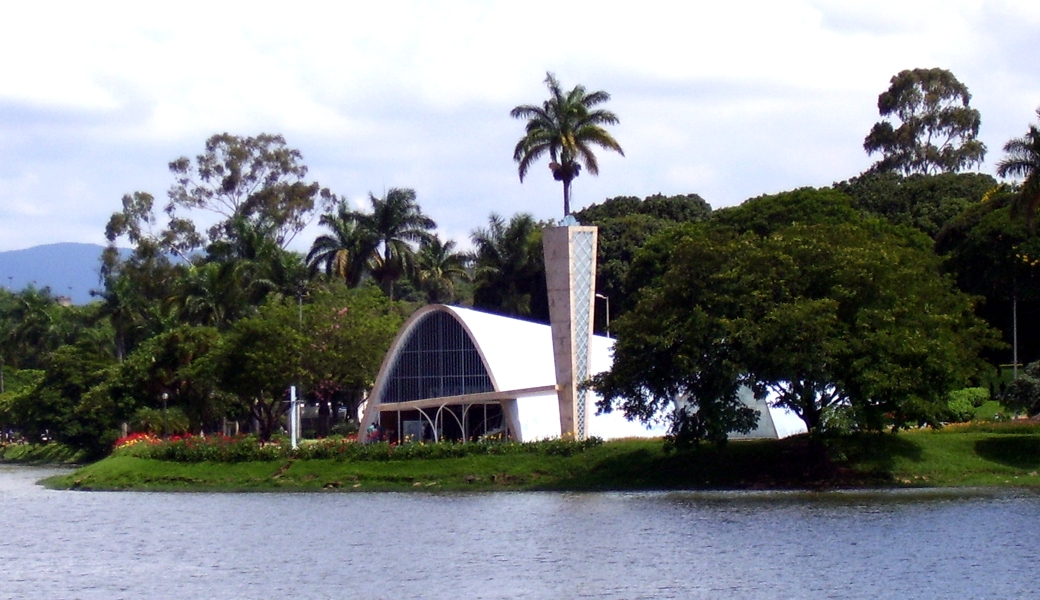
Església de Sant Francesc d'Assis - Pampulha, Belo Horizonte
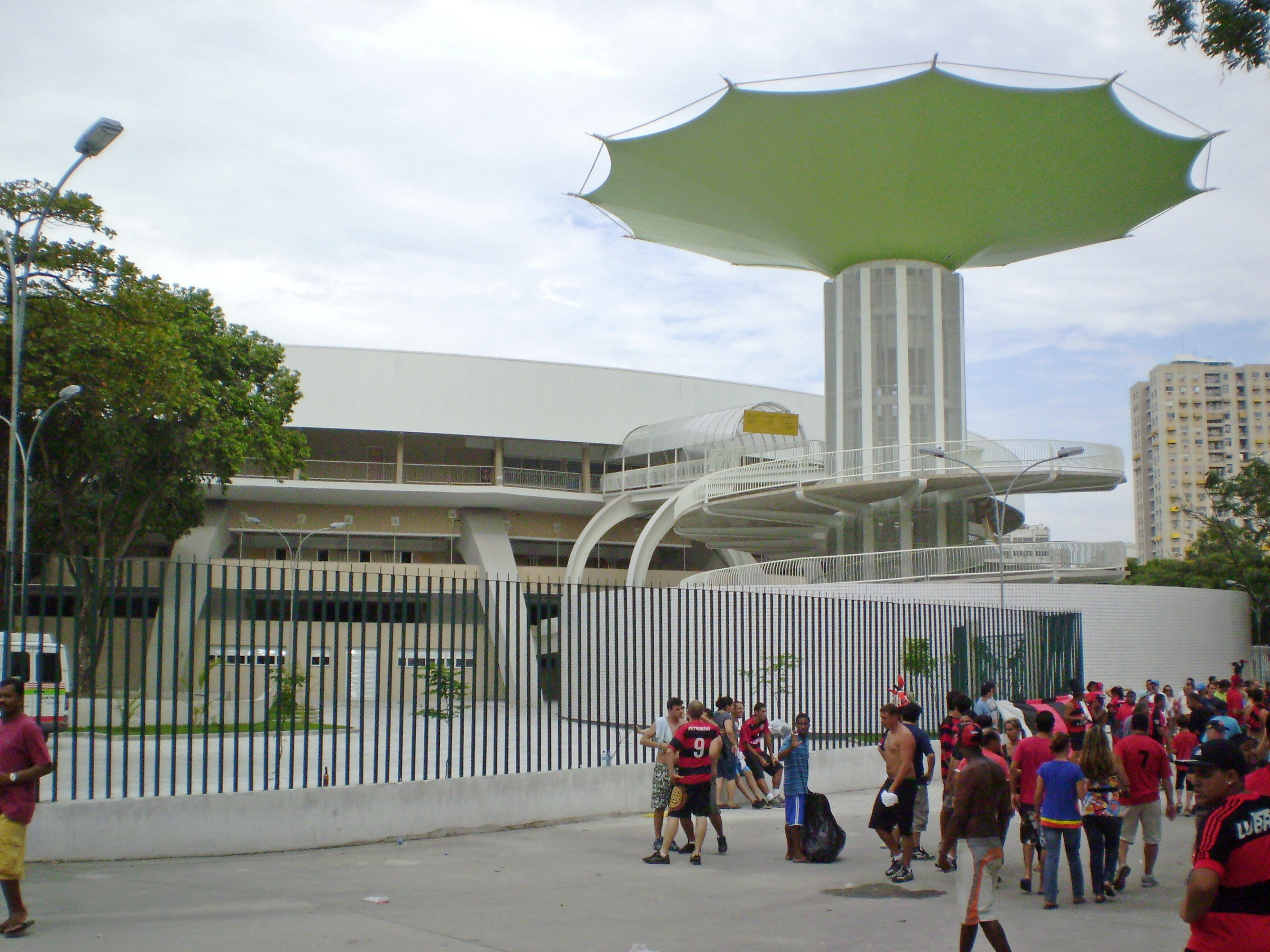
Maracanãzinho - Rio de Janeiro

## Obra escrita
Poesia
- Amado, Jorge, Cardozo, Joaquim, Scliar, Carlos. Naturezas mortas (en portuguès).  Rio de Janeiro: EdiArte, 1963.
- Cardozo, Joaquim. Poemas (en portuguès).  Rio de Janeiro: Agir, 1947.
- Cardozo, Joaquim. Prelúdio e elegia de uma despedida (en portuguès).  Niterói: Hipocampo, 1952.
- Cardozo, Joaquim. Signo estrelado (en portuguès).  Rio de Janeiro: Livros de Portugal, 1960.
- Cardozo, Joaquim. Poesias completas. (en portuguès).  Rio de Janeiro: Civilização Brasileira, 1971.
- Cardozo, Joaquim; Burle Marx, Roberto. O Interior da Matéria (en portuguès).  Rio de Janeiro: Fontana, 1975.
- Cardozo, Joaquim. Um livro aceso e nove canções sombrias (en portuguès).  Rio de Janeiro; São Paulo; Recife: Civilização Brasileira; Massao Ohno; FUNDARPE, 1981.

Teatre
- Cardozo, Joaquim. O capataz de Salema ; Antônio Conselheiro (en portuguès).  Prefeitura do Recife, Secretaria de Cultura, Fundação de Cidade do Recife, 2001. ISBN 978-85-7044-108-9.
- Cardozo, Joaquim. O coronel de Macambira (Bumba meu boi) em dois quadros. (en portuguès).  Rio de Janeiro: Editôra Civilização Brasileira, 1963.
- Cardozo, Joaquim. De uma noite de festa; bumba meu boi em três quadros. (en portuguès).  Rio de Janeiro: Agir, 1971.
- Cardozo, Joaquim; Ostrower, Fayga. Os Anjos e os demonios de deus: pastoril em 12 jornadas (en portuguès).  Rio de Janeiro: Diagrafis, 1973.
- Cardozo, Joaquim. Marechal, boi de carro (en portuguès).  Recife: Prefeitura do Recife, Secretaria de Cultura, Fundação de Cultura Cidade do Recife, 2001.

Arquitectura, enginyeria i disseny
- Cardozo, Joaquim; Macedo, Danilo Matoso; Sobreira, Fabiano José Arcadio. Forma estática - forma estética: ensaios de Joaquim Cardozo sobre arquitetura e engenharia (en portuguès).  Brasília: Câmara dos Deputados, Centro de Documentação e Informação : Edições Câmara, 2009. ISBN 978-85-7365-613-8.